# U-573
Unterseeboot 573 foi um submarino alemão do Tipo VIIC, pertencente a Kriegsmarine que atuou durante a Segunda Guerra Mundial.

## Comandantes
| Comandante               | Data                                   |
| ------------------------ | -------------------------------------- |
| Kptlt. Heinrich Heinsohn | 5 de junho de 1941 - 2 de maio de 1942 |

## Subordinação
Durante o seu tempo de serviço, esteve subordinado às seguintes flotilhas:
| Período                                        | Flotilha                                   |
| ---------------------------------------------- | ------------------------------------------ |
| 5 de junho de 1941 - 1 de setembro de 1941     | 3. Unterseebootsflottille (treinamento)    |
| 1 de setembro de 1941 - 31 de dezembro de 1941 | 3. Unterseebootsflottille (serviço ativo)  |
| 1 de janeiro de 1942 - 2 de maio de 1942       | 29. Unterseebootsflottille (serviço ativo) |

## Operações conjuntas de ataque
O U-573 participou das seguinte operações de ataque combinado durante a sua carreira:
- Rudeltaktik Mordbrenner (16 de outubro de 1941 - 3 de novembro de 1941)